# Phrynosoma douglasii
Фринозома Дугласа (Phrynosoma douglassii) — вид ящірок родини Фрінозомові (Phrynosomatidae). Поширений в північно-західній частині США і Британській Колумбії. Максимальний розмір — 12,4 см. Все тіло покрите колючками. Колір сірий, жовтуватий або червонувато-коричневий з двома рядами великих темних плям на спині. При загрозі або агресії, їх колір стає більш інтенсивним.